# مارتینا آلتسینی
مارتینا آلتسینی (ایتالیایی: Martina Alzini؛ زادهٔ ۱۰ فوریهٔ ۱۹۹۷) دوچرخه‌سوار زن اهل ایتالیا است.
وی در مسابقات کشوری و بین‌المللی در مجموع برندهٔ ۴ مدال طلا، ۹ مدال نقره، ۲ مدال برنز شده‌است.